# Pleasure or Pain
Pleasure or Pain è un film erotico porno soft del 2013, scritto e diretto da Zalman King. Il film è stato girato tra Malibù, Santa Monica e Westlake Village in California negli USA.

## Trama
Un ricco immobiliarista porta una giovane donna, la cui vita quotidiana e incentrata sul lusso e la mondanità, a scoprire quali sono i limiti della sua sessualità facendole conoscere un mondo di decadenza e dissolutezza.

## Curiosità
Questo film è stato l'ultimo diretto da Zalman King prima della sua morte, avvenuta a Santa Monica (California) il 3 febbraio 2012. Il film contiene, dopo i titoli principali, un riconoscimento con foto e date di nascita e morte del regista.